# Motoko
Motoko (hiragana: もとこ) är ett kvinnonamn som är vanligt i Japan.

## Peresoner med namnet Motoko
- Motoko Fujimoto (född 1980), japansk softbollspelare
- Motoko Kumai (född 1970), japansk seiyū

## Fiktiva
- Motoko Aoyama, rollfigur i Love Hina
- Motoko Kusanagi, rollfigur i Ghost in the Shell